# Let Me Live My Life
Let Me Live My Life è il terzo singolo estratto dall'album Saint Asonia del supergruppo statunitense Saint Asonia.

## Formazione
- Rich Beddoe – batteria
- Adam Gontier – voce
- Corey Lowery – basso, cori
- Mike Mushok – chitarra solista